# Palliduphantes antroniensis
Palliduphantes antroniensis es una especie de araña tejedora de sábana perteneciente al género Palliduphantes, categorizada en el grupo Araneomorphae, orden Araneae.
Fue descrita por Schenkel en 1933. La especie aparece registrada y publicada en una sección de Beitrag zur Kenntnis der Schweizererischen Spinnenfauna. V. Teil. Spinnen aus dem Saas-Tal (Wallis) und von der Gegend zwischen Trins und Flims (Graubünden). Revue Suisse de Zoologie 40(2): 11-29 de 1933.
La longitud de los cuerpos del macho y la hembra miden 1,6-1,9 mm. Habita en zonas de coníferas, muy por encima de los 1600 m.

## Distribución
Se distribuye por Gran Bretaña, Alemania, Alpes (Suiza, Alemania, Austria, Italia), Eslovaquia, Escandinavia y Rusia (Europa hasta Siberia Occidental).